# Dyskografia Billa Evansa
Poniżej widnieje wykaz płyt nagranych przez pianistę jazzowego Billa Evansa. W latach 1956–1980 nagrał ponad 50 płyt jako lider, i niemal drugie tyle jako sideman. Odkrywał nowe tereny w swoich nagraniach w triach, duetach i solo. Kilka z nich zdobyło Nagrodę Grammy lub było do niej nominowanych.

## Dyskografia

### Jako lider lub jeden z liderów
| Rok    | Album                                                     | Skład | Wytwórnia        |
| ------ | --------------------------------------------------------- | --- | ---------------- |
| 1956   | New Jazz Conceptions                                      | Trio: Teddy Kotick (bass), Paul Motian (drums)                                                                              | Riverside        |
| 1958   | Everybody Digs Bill Evans                                 | Trio: Sam Jones (b), Philly Joe Jones (d)                                                                                   | Riverside        |
| 1959   | On Green Dolphin Street                                   | Trio: Paul Chambers (b), Philly Joe Jones (d)                                                                               | Riverside        |
| 1959   | The Ivory Hunters                                         | Kwartet: Bob Brookmeyer (piano), Percy Heath (b), Connie Kay (d)                                                            | United Artists   |
| 1959   | Portrait in Jazz                                          | Trio: Scott LaFaro (b), Paul Motian (d)                                                                                     | Riverside        |
| 1961   | Know What I Mean?                                         | Kwartet: Cannonball Adderley (alto sax), Percy Heath (b), Connie Kay (d)                                                    | Riverside        |
| 1961   | Explorations                                              | Trio: Scott LaFaro (b), Paul Motian (d)                                                                                     | Riverside        |
| 1961   | Sunday at the Village Vanguard                            | Na żywo – Trio: Scott LaFaro (b), Paul Motian (d)                                                                           | Riverside        |
| 1961   | Waltz for Debby                                           | Na żywo – Trio: Scott LaFaro (b), Paul Motian (d)                                                                           | Riverside        |
| 1962   | Nirvana                                                   | Kwartet: Herbie Mann (flute), Chuck Israels (b), Paul Motian (d)                                                            | Atlantic         |
| 1962   | Undercurrent                                              | Duo: Jim Hall (guitar) | United Artists   |
| 1962   | Moon Beams                                                | Trio: Chuck Israels (b), Paul Motian (d)                                                                                    | Riverside        |
| 1962   | How My Heart Sings!                                       | Trio: Chuck Israels (b), Paul Motian (d)                                                                                    | Riverside        |
| 1962   | Interplay                                                 | Kwintet: Freddie Hubbard (trumpet), Jim Hall (g), Percy Heath (b), Philly Joe Jones (d)                                     | Riverside        |
| 1962   | Empathy                                                   | Trio: Monty Budwig (b), Shelly Manne (d)                                                                                    | Verve            |
| 1962   | Loose Blues                                               | Kwintet: Zoot Sims (tenor sax), Jim Hall (g), Ron Carter (b), Philly Joe Jones (d)                                          | Milestone        |
| 1963   | The Solo Sessions, Vol. 1                                 | Solo | Milestone        |
| 1963   | The Solo Sessions, Vol. 2                                 | Solo | Milestone        |
| 1963   | The Gary McFarland Orchestra                              | Orkiestra Gary’ego McFarlanda z gościem specjalnym: Billem Evansem                                                          | Verve            |
| 1963   | Conversations with Myself                                 | Solo – Nagroda Grammy | Verve            |
| 1963   | Theme from „The V.I.P.s” and Other Great Songs            | z orkiestrą prowadzoną przez Clausa Ogermana                                                                                | MGM              |
| 1963   | Time Remembered                                           | Na żywo – Trio: Chuck Israels (b), Larry Bunker (d)                                                                         | Milestone        |
| 1963   | At Shelly's Manne-Hole                                    | Na żywo – Trio: Chuck Israels (b), Larry Bunker (d)                                                                         | Riverside        |
| 1964   | Trio 64                                                   | Trio: Gary Peacock (b), Paul Motian (d)                                                                                     | Verve            |
| 1964   | Stan Getz & Bill Evans                                    | Kwartet: Stan Getz (tenor sax), Richard Davis/Ron Carter (b), Elvin Jones (d)                                               | Verve            |
| 1964   | Trio Live                                                 | Na żywo – Trio: Chuck Israels (b), Larry Bunker (d)                                                                         | Verve            |
| 1964   | Waltz for Debby                                           | Wokalistka Monica Zetterlund & trio: Chuck Israels (b), Larry Bunker (d)                                                    | Philips          |
| 1965   | Trio '65                                                  | Trio: Chuck Israels (b), Larry Bunker (d)                                                                                   | Verve            |
| 1965   | Bill Evans Trio oraz Symphony Orchestra                   | Trio: Chuck Israels (b), Larry Bunker/Grady Tate (d), orkiestra prowadzona przez Clausa Ogermana                            | Verve            |
| 1966   | Bill Evans at Town Hall                                   | Na żywo – Trio: Chuck Israels (b), Arnold Wise (d)                                                                          | Verve            |
| 1966   | Intermodulation                                           | Duo: Jim Hall (g) | Verve            |
| 1966   | A Simple Matter of Conviction                             | Trio: Eddie Gomez (b), Shelly Manne (d)                                                                                     | Verve            |
| 1967   | Further Conversations with Myself                         | Solo | Verve            |
| 1967   | California Here I Come                                    | Na żywo – Trio: Eddie Gomez (b), Philly Joe Jones (d)                                                                       | Verve            |
| 1968   | Bill Evans at the Montreux Jazz Festival                  | Na żywo – Trio: Eddie Gomez (b), Jack DeJohnette (d) – Nagroda Grammy                                                       | Verve            |
| 1968   | Bill Evans Alone                                          | Solo – Nagroda Grammy | Verve            |
| 1969   | What’s New                                                | Kwartet: Jeremy Steig (flute), Eddie Gomez (b), Marty Morell (d)                                                            | Verve            |
| 1969   | Autumn Leaves                                             | Trio: Eddie Gomez (b), Marty Morell (d)                                                                                     | Lotus            |
| 1969   | Jazzhouse                                                 | Na żywo – Trio: Eddie Gomez (b), Marty Morell (d)                                                                           | Milestone        |
| 1969   | You’re Gonna Hear From Me                                 | Na żywo – Trio: Eddie Gomez (b), Marty Morell (d)                                                                           | Milestone        |
| 1970   | From Left to Right                                        | z orkiestrą prowadzoną przez Michaela Leonarda                                                                              | MGM              |
| 1969   | Quiet Now                                                 | Na żywo – Trio: Eddie Gomez (b), Marty Morell (d)                                                                           | Charly           |
| 1970   | Montreux II                                               | Na żywo – Trio: Eddie Gomez (b), Marty Morell (d)                                                                           | CTI              |
| 1971   | Bill Evans, Piano Player                                  | Z różnych sesji z różnymni muzykami – zawiera 6 duetów z Eddiem Gomezem (b)                                                 | Columbia         |
| 1971   | The Bill Evans Album                                      | Trio: Eddie Gomez (b), Marty Morell (d) – Nagroda Grammy                                                                    | Columbia         |
| 1972   | Living Time                                               | z: George Russell Orchestra                                                                                                 | Columbia         |
| 1973   | The Tokyo Concert                                         | Na żywo – Trio: Eddie Gomez (b), Marty Morell (d)                                                                           | Fantasy          |
| 1973-5 | Eloquence                                                 | Na żywo i ze studia – solo i duo z Eddiem Gomezem (b)                                                                       | Fantasy          |
| 1973   | Half Moon Bay                                             | Na żywo – Trio: Eddie Gomez (b), Marty Morell (d)                                                                           | Milestone        |
| 1974   | Since We Met                                              | Na żywo – Trio: Eddie Gomez (b), Marty Morell (d)                                                                           | Fantasy          |
| 1974   | Re: Person I Knew                                         | Na żywo – Trio: Eddie Gomez (b), Marty Morell (d)                                                                           | Fantasy          |
| 1974   | Symbiosis                                                 | Trio: Eddie Gomez (b), Marty Morell (d) i orkiestra prowadzona przez Clausa Ogermana                                        | MPS              |
| 1974   | But Beautiful                                             | Na żywo – Kwartet: Stan Getz (tenor sax), Eddie Gomez (b), Marty Morell (d)                                                 | Milestone        |
| 1974   | Blue in Green: The Concert in Canada                      | Na żywo – Trio: Eddie Gomez (b), Marty Morell (d)                                                                           | Milestone        |
| 1974   | Intuition                                                 | Duo: Eddie Gomez (b) | Fantasy          |
| 1975   | The Tony Bennett/Bill Evans Album                         | Wokalista: Tony Bennett | Fantasy          |
| 1975   | Montreux III                                              | Na żywo – Duo: Eddie Gomez (b)                                                                                              | Fantasy          |
| 1975   | Alone Again                                               | Solo | Fantasy          |
| 1976   | Quintessence                                              | Kwintet: Harold Land (tenor sax), Kenny Burrell (g), Ray Brown (b), Philly Joe Jones (d)                                    | Fantasy          |
| 1976   | Together Again                                            | Wokalista: Tony Bennett | Improv           |
| 1977   | Crosscurrents                                             | Kwintet: Lee Konitz (alto sax), Warne Marsh (tenor sax), Eddie Gomez (b), Eliot Zigmund (d)                                 | Fantasy          |
| 1977   | I Will Say Goodbye                                        | Trio: Eddie Gomez (b), Eliot Zigmund (d) – Nagroda Grammy                                                                   | Fantasy          |
| 1977   | You Must Believe in Spring                                | Trio: Eddie Gomez (b), Eliot Zigmund (d)                                                                                    | Warner Bros.     |
| 1977*  | The Second Trio                                           | Kompilacja. Trio: Paul Motian (b), Chuck Israels (d)                                                                        | Milestone        |
| 1978   | Getting Sentimental                                       | Na żywo – Trio: Michael Moore (b), Philly Joe Jones (d)                                                                     | Milestone        |
| 1978   | New Conversations                                         | Solo | Warner Bros.     |
| 1979   | Affinity                                                  | Kwintet: Toots Thielemans (harmonica), Larry Schneider (flute; alto & tenor sax), Marc Johnson (b), Eliot Zigmund (d)       | Warner Bros.     |
| 1979   | Marian McPartland’s Piano Jazz                            | Audycja radiowa:: Gość specjalny Bill Evans                                                                                 | Fantasy          |
| 1979   | We Will Meet Again                                        | Kwintet: Tom Harrell (trumpet), Larry Schneider (soprano & tenor sax), Marc Johnson (b), Joe LaBarbera (d) – Nagroda Grammy | Warner Bros.     |
| 1979   | Homecoming                                                | Na żywo – Trio: Marc Johnson (b), Joe LaBarbera (d)                                                                         | Milestone        |
| 1979   | The Paris Concert: Edition One                            | Na żywo – Trio: Marc Johnson (b), Joe LaBarbera (d)                                                                         | Elektra Musician |
| 1979   | The Paris Concert: Edition Two                            | Na żywo – Trio: Marc Johnson (b), Joe LaBarbera (d)                                                                         | Elektra Musician |
| 1980   | Letter to Evan                                            | Na żywo – Trio: Marc Johnson (b), Joe LaBarbera (d)                                                                         | Dreyfus          |
| 1980   | Turn Out the Stars: The Final Village Vanguard Recordings | Na żywo – Trio: Marc Johnson (b), Joe LaBarbera (d)                                                                         | Dreyfus          |
| 1980   | The Last Waltz: The Final Recordings                      | Na żywo – Trio: Marc Johnson (b), Joe LaBarbera (d)                                                                         | Milestone        |
| 1980   | Consecration: The Final Recordings Part 2                 | Na żywo – Trio: Marc Johnson (b), Joe LaBarbera (d)                                                                         | Milestone        |

- Materiał zremasterowany/wydany na nowo, pochodzi z 1962.

### Składanki
| Rok  | Album                                           | Uwagi                                                     | Wytwórnia    |
| ---- | ----------------------------------------------- | --------------------------------------------------------- | ------------ |
| 1991 | The Complete Riverside Recordings               | 12-CD box set                                             | Riverside    |
| 1996 | The Complete Fantasy Recordings                 | 9-CD box set                                              | Fantasy      |
| 1982 | The Complete Interplay Sessions                 |                                                           | Milestone    |
| 1995 | The Best of Verve                               |                                                           | Verve        |
| 1996 | The Secret Sessions                             | Record At the Village Vanguard 1966 – 1975 8 – CD box set | Milestone    |
| 1997 | The Complete Bill Evans on Verve                | 18-CD box set                                             | Verve        |
| 2001 | Bill Evans’ Finest Hour                         |                                                           | Verve        |
| 2004 | The Best of Bill Evans                          |                                                           | Riverside    |
| 2005 | The Complete Village Vanguard Recordings, 1961  | 3-CD box set                                              | Riverside    |
| 2005 | We Will Meet Again – The Bill Evans Anthology   | 2-CD box set                                              | Warner Bros. |
| 2009 | The Complete Tony Bennett/Bill Evans Recordings | 2-CD box set                                              | Fantasy      |

### Jako sideman
Jerry Wald
- Jerry Wald and his Orchestra (1953)
- Listen to the Music of Jerry Wald (1955)

Lucy Reed
- The Singing Reed (1955)

Dick Garcia
- A Message from Garcia (1955)

George Russell
- The Jazz Workshop (1956)
- Brandeis Jazz Festival (1957) z orkiestrą aranżowaną i dyrygowaną przez: Russell & Gunther Schuller
- New York, N.Y. (1959)
- Jazz in the Space Age (1960)

Tony Scott
- The Touch of Tony Scott (1956)
- The Complete Tony Scott (1956)
- The Modern Art of Jazz (1957)
- Free Blown Jazz (1957)
- My Kind of Jazz (1957)
- Golden Moments (1959)
- I’ll Remember (1959)
- Sung Heroes (1959)

Don Elliot
- Tenderly: An Informal Session (1956-7)
- The Eddie Costa Trio, Mat Mathews and Don Elliot at Newport (1957)
- The Mello Sound of Don Elliot (1958)

Joe Puma
- Joe Puma Trio and Quartet (1957)

Charles Mingus
- East Coasting (1957)

Jimmy Knepper
- A Swinging Introduction to Jimmy Knepper (1957)

Sahib Shihab
- Jazz Sahib (1957)

Pepper Adams
- Roots (1957) wydany przez Prestige All Stars, grają: Idrees Sulieman, Frank Rehak, Doug Watkins i Louis Hayes.
- The Soul of Jazz Percussion (1960) zawiera 3 ścieżki grupy Donald Byrd-Pepper Adams Sextet z Evansem, grają m.in.: Paul Chambers, Philly Joe Jones, i Earl Zindars

Eddie Costa
- Guys and Dolls Like Vibes (1958)

Helen Merrill
- The Nearness of You (1958)

Hal McKusick
- Cross Section Saxes (1958)

Miles Davis
- 1958 Miles (1958)
- Kind of Blue (1959)

Michel Legrand
- Legrand Jazz (1958)

Cannonball Adderley
- Portrait of Cannonball (1958)
- Jump for Joy (1958)

Art Farmer
- Modern Art (1958)

Chet Baker
- Chet Baker Introduces Johnny Pace (1958)
- Chet (1959)
- Plays the Best of Lerner and Lowe (1959)

Bill Potts
- The Jazz Soul of Porgy and Bess (1959)

Lee Konitz
- Live at the Half Note (1959)
- Lee Konitz Meets Jimmy Giuffre (1959)
- You and Lee (1959)

Manny Albam/Teo Macero
- Something New, Something Blue (1959)

Warne Marsh
- The Art of Improvising (1959)

John Lewis
- Odds Against Tomorrow (1959)
- Jazz Abstractions (1960), grają: Gunther Schuller & Jim Hall

Frank Minion
- The Soft Land of Make Believe (1960)

Kai Winding
- The Great Kai & J.J. (1960), gra J.J. Johnson
- The Incredible Kai Winding Trombones (1960)

Oliver Nelson
- The Blues and the Abstract Truth (1961)

Mark Murphy
- Rah! (1961)

Dave Pike
- Pikes Peak (1961)

Tadd Dameron
- The Magic Touch (1961)

Benny Golson
- Pop + Jazz = Swing (1961)
- Just Jazz! (1961)